# PKP-Baureihe SA107
Die Baureihe SA107 ist eine Triebwagenreihe der Polnischen Staatsbahn (PKP) für den Regional- und Vorortverkehr auf nicht elektrifizierten Nebenstrecken. Die Fahrzeuge besaßen einen dieselmechanischen Antrieb.
Es wurden zwei Fahrzeuge von Kolzam in Racibórz hergestellt. Beide Triebwagen waren auf Strecken in der Woiwodschaft Lublin eingesetzt. Nach diversen Unfällen in den Jahren 2011 und 2015 sowie Insolvenz des Herstellers waren sie 2020 nicht in Betrieb.

## Geschichte
Nachdem Kolzam in Racibórz bereits mehrere Fahrzeuge in Hochflurbauweise gebaut hatte, stieg das Unternehmen mit der Typbezeichnung RegioVan 2002 in den Bau von Fahrzeugen mit Niederflurtechnik ein. Mit der Typenbezeichnung 211M entstand ein Fahrzeug, bei dem ein Niederflurabteil mittig zu den beiden in Einachsdrehgestellen geführten Achsen liegt. Mit der PKP-Baureihe SA109 wurde ein zweiteiliges Fahrzeug dieser Baureihenfamilie gebaut. Es war ferner ein dreiteiliges Fahrzeug geplant, das aber wegen Insolvenz des Herstellers nicht ausgeführt wurde.
Am 1. Mai 2003 nahm der SA107-01 den Betrieb auf, er wurde auf der Strecke Lublin – Kraśnik eingesetzt. Im Jahr 2004 wurde das zweite Fahrzeug in Dienst gestellt.
Im Betrieb zeigten die Fahrzeuge keine hohe Zuverlässigkeit, die nicht weiter detailliert bekannt ist. Im August 2005 musste der Hersteller Kolzam Insolvenz anmelden. Daher wurden fällige Instandsetzungen zunächst bei Fablok in Chrzanów ausgeführt.
Im Jahr 2011 wurde der SA107-02 bei einem Unfall an einem Bahnübergang schwer beschädigt. Das Fahrzeug wurde zur Reparatur zu der Firma Mavex-Rekord in Racibórz (der Nachfolgeorganisation von Kolzam) gebracht, wo es seither steht. Im Jahr 2015 kollidierte der SA107-01 beim Rangieren mit einem Schnellzug, er ist seither nicht fahrfähig. Im Jahr 2020 waren beide Fahrzeuge nicht einsatzfähig.

## Technische Merkmale
Das niederflurige Fahrzeug sitzt auf zwei Einachsdrehgestellen, von denen das eine die Antriebsachse besitzt. Darauf sitzt die Leichtbaukarosserie mit dem mittleren Einstieg, der den Zutritt in Niederflur in 575 mm über Schienenoberkante (SOK) ermöglicht. Die Bereiche über den Achsen sind in Hochflur mit einer Höhe von 1090 mm über SOK, der über Treppen zu erreichen ist. Das erste Fahrzeug hatte 42 Sitzplätze, aber keine Toilette. Beim zweiten Fahrzeug wurde die Zahl der Sitze auf 39 verringert, um Platz für eine Toilette zu gewinnen. An der Einstiegstür befand sich ein Schiebetritt zur Überbrückung des Spaltes zum Bahnsteig.
Der Motor Raba D10UTSLL mit einer Leistung von 190 kW treibt ein Differentialwandlergetriebe von Voith an.